# Дракон (писта)
Вижте пояснителната страница за други значения на Дракон.
Писта „Дракон“ в село Калояново, област Пловдив е първата и единствена в България частна писта за провеждане на автомобилни и мотоциклетни състезания.
Пистата е изградена в началото на 2005 година върху бивше авио летище с площ от 165000 кв. м. Съоръжението е изцяло собственост е на „Дракон“ ООД – фамилна фирма създадена в средата на деветдесетте години в град Пловдив. „Дракон“ е любимо и популярно място за феновете на моторните спортове. На пистата се провеждат най-различни събития – състезания, клубни събори, тренировки, трак дни, обучения, презентации на автомобили, тим билдинги, семинари и др.
Огромно предимство на пистата е, че се намира в центъра на страната, на основен път свързващ Южна и Северна България и на 10 км от магистрала Тракия. Пловдив се намира на 20 км южно от пистата, а град Хисаря на 15 км. – северно. Географското разположение на съоръжението предлага лесна достъпност за зрители и пилоти от цялата страна, а мекият климат позволява използването му през голяма част от годината, включително и зимните месеци.
Пистата е с обща дължина 2048 м, разположена е на площ от 165 декара и е напълно обезопасена. Има 13 завоя – 7 леви и 6 десни и старт-финална права с дължина 580 м.

## Обновяване през 2025
Пистата започна обновяване през юни 2024г. и през Април 2025г. вече е завършена и преустроена. Вече е с дължина 2,909км (близо 900м по-дълга от предишната) и с 16 завоя – 9 леви и 7 десни.